# 浙江奥斯卡电影大世界
浙江奥斯卡电影大世界位于杭州市下城区龙游路38号，位于武林路女装特色街区，建筑面积3000多平方米，其中有500多平米超大休闲空间，9个影厅可容纳近千名观众。属于浙江时代院线旗下。

## 历史
2003年9月完成影院一期5个厅的建设，于9月30日正式营业；2005年11月完成二期建设，新增3个影厅，使影厅总数达到8个。